# Monkeypaw Productions
Monkeypaw Productions ist eine amerikanische Produktionsfirma, die 2012 von Regisseur und Produzent Jordan Peele gegründet wurde. Die Firma ist bekannt für die Produktion der Horrorfilme Get Out und Wir. Die Firma ist nach der Horror-Kurzgeschichte Die Affenpfote aus dem Jahr 1902 benannt.

## Geschichte
Im Jahr 2012 erschien von Monkeypaw Productions die Sketch-Comedy-Serie Key & Peele auf Comedy Central. Als die Serie 2015 endete, schrieben Jordan Peele und Keegan-Michael Key das Drehbuch für die Filmkomödie Keanu, die am 29. April 2016 von New Line Cinema und Warner Bros. Pictures veröffentlicht wurde. Im Jahr 2017 wurde Peeles Regiedebüt Get Out von Universal Pictures veröffentlicht.
Am 3. Mai 2017 unterzeichnete Peele einen auf zwei Jahre angelegten Vertrag mit Universal Pictures. Der Vertrag sah vor, dass Peele und seine Produktionsfirma Monkeypaw für Universal Pictures in Genrefilme investieren und sie produzieren sowie vertreiben. Der Vertrag umfasste auch die Produktion von Mikro-Budget-Filmen mit Jason Blum und Blumhouse Productions nach der Zusammenarbeit an Get Out.
Am 16. Mai 2017 wurde bekannt gegeben, dass Jordan Peeles Monkeypaw Productions und J. J. Abrams’ Bad Robot Productions für HBO und Warner Bros. Television eine Horror-Drama-Anthologieserie mit dem Titel Lovecraft Country produzieren. Die Fernsehserie ist eine Adaption des 2016 erschienenen Horrorromans von Matt Ruff. Der Pilotfilm wurde von Misha Green geschrieben, die auch als Showrunner der Serie fungiert. Peele, Abrams und Ben Stephenson agieren als ausführende Produzenten. Die erste Folge wurde am 16. August 2020 ausgestrahlt.
Im Mai 2018 wurde bekannt gegeben, dass Peele bei Wir das Drehbuch schreiben und Regie führen wird, einen sozialen Horrorfilm mit Lupita Nyong’o, Elisabeth Moss und Winston Duke in den Hauptrollen. Der Film wurde am 22. März 2019 von Universal Pictures veröffentlicht.
Mit Candyman erschien im August 2021 eine Fortsetzung von Candyman’s Fluch (1992).
Der Regisseur Henry Selick arbeitet derzeit für Monkeypaw und Netflix an dem Stop-Motion-Film Wendell & Wild, der 2022 veröffentlicht soll.

## Logo
Das Logo selbst ist vollständig in Stop-Motion-Animation umgesetzt und beginnt mit einem Kameraschwenk durch einen Zugwaggon, der voll von verschiedenen Artefakten und Requisiten ist. Nach einer Nahaufnahme der Waggontüren schwenkt die Kamera hinüber, um eine rätselhafte Affenpfote zu zeigen, die mit einem Löffel eine Tasse Tee umrührt, während der Name der Produktionsfirma anzeigt wird. All dies ist auf das unheilvolle Geräusch des Zuges eingestellt, der durch Regenwetter fährt.

## Produktionen

### Filme
| Jahr | Film                           | Regie         | Budget             | Umsatz (weltweit)    | Co-Produzenten | Verleih               |
| ---- | ------------------------------ | ------------- | ------------------ | -------------------- | --- | --------------------- |
| 2016 | Keanu                          | Peter Atencio | 15 Mio. US-Dollar  | 20,7 Mio. US-Dollar  | New Line Cinema, RatPac-Dune Entertainment, Detroit Pictures und Principato-Young Entertainment                            | Warner Bros. Pictures |
| 2017 | Get Out                        | Jordan Peele  | 4,5 Mio. US-Dollar | 255,7 Mio. US-Dollar | Blumhouse Productions und QC Entertainment                                                                                 | Universal Pictures    |
| 2018 | BlacKkKlansman                 | Spike Lee     | 15 Mio. US-Dollar  | 93,4 Mio. US-Dollar  | Blumhouse Productions, QC Entertainment, 40 Acres and a Mule Filmworks, Legendary Entertainment und Perfect World Pictures | Focus Features        |
| 2019 | Wir (Us)                       | Jordan Peele  | 20 Mio. US-Dollar  | 255,2 Mio. US-Dollar | Perfect World Pictures | Universal Pictures    |
| 2021 | Candyman                       | Nia DaCosta   | 25 Mio. US-Dollar  | 77,4 Mio. US-Dollar  | Metro-Goldwyn-Mayer, Bron Studios und Creative Wealth Media Finance                                                        | Universal Pictures    |
| 2022 | Nope                           | Jordan Peele  | 68 Mio. US-Dollar  | 166 Mio. US-Dollar   | Universal Pictures | Universal Pictures    |
| 2022 | Honk for Jesus, Save Your Soul | Adamma Ebo    | –                  | 2,5 Mio. US-Dollar   | Pinky Promise, 59 %, Ejime Productions, Newhouse                                                                           | Focus Features        |
| 2022 | Wendell & Wild                 | Henry Selick  | –                  | –                    | Gotham Group, Artists First, Netflix Animation                                                                             | Netflix               |

### Fernsehserien
| Jahr      | Serie             | Schöpfer                                   | Co-Produzenten                                                                                                | Sender          |
| --------- | ----------------- | ------------------------------------------ | --- | --------------- |
| 2012–2015 | Key & Peele       | Keegan-Michael Key, Jordan Peele           | Cindylou, Martel & Roberts Productions und Principato-Young Entertainment                                     | Comedy Central  |
| seit 2018 | The Last O.G.     | John Carcieri, Jordan Peele                | Streetlife Productions Inc., Full Flavor, The Tannenbaum Company, Principato-Young Entertainment und Studio T | TBS             |
| seit 2019 | Weird City        | Charlie Sanders, Jordan Peele              | Sonar Entertainment, Mosaic und Raskal Productions                                                            | YouTube Premium |
| seit 2019 | Lorena            | Joshua Rofé                                | Sonar Entertainment und Number 19                                                                             | Prime Video     |
| seit 2019 | The Twilight Zone | Simon Kinberg, Jordan Peele, Marco Ramirez | CBS Television Studios und Genre Films                                                                        | CBS All Access  |
| seit 2020 | Hunters           | David Weil                                 | Sonar Entertainment                                                                                           | Prime Video     |
| 2020      | Lovecraft Country | Misha Green                                | Bad Robot Productions und Warner Bros. Television                                                             | HBO             |